# Троицкий район (Луганская область)
Тро́ицкий район (укр. Тро́їцький райо́н) — упразднённая административная единица Луганской области Украины.
Административный центр — посёлок городского типа Троицкое.
Год образования — 1923 год. Год упразднения — 2020 год.

## География
Расстояние от бывшего административного центра до Луганска — 217 км. Площадь — 1,6 тыс. км².

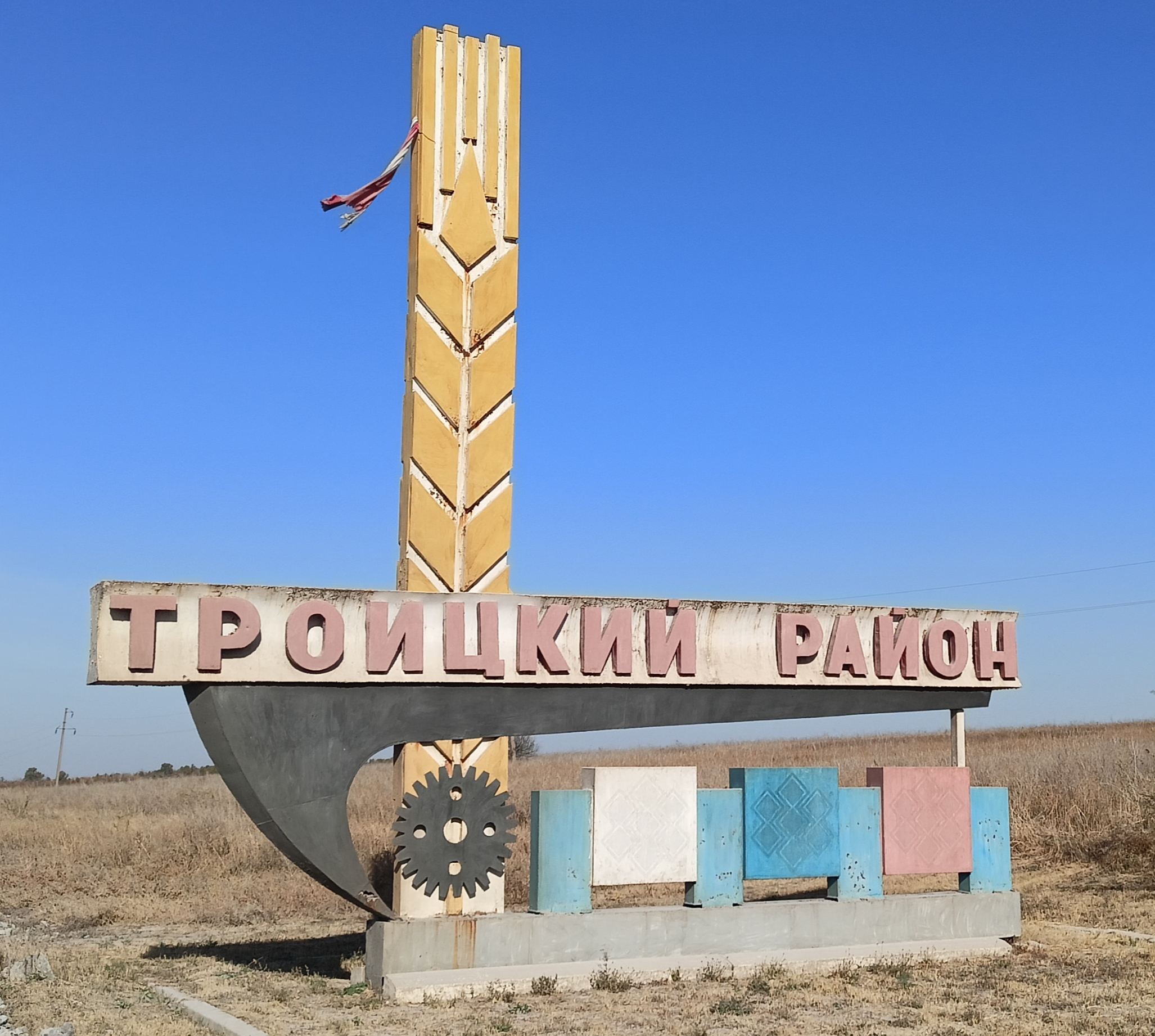
стела на административной границе с Сватовским районом во время российской оккупации

### Гидрография
По территории бывшего района протекают реки: Красная, Уразова, Лозная, Демина, Кочеток. По всему бывшему району множество ставков, искусственных озёр, плотин, мелких ручьёв.

## Население
19 286 человек (1 января 2019 года), в том числе городское население — 7 386 человек. Сельское: 11 900 человек.

## Административное деление
Исполнительный комитет располагался в районном центре — Троицкое, где находилась и администрация посёлка (поселковый совет).
Район делился на 17 административных единиц, во главе которых были сельские головы. Количество советов:
- поселковых — 1,
- сельских — 17.

Количество населённых пунктов:
- пгт — 1 — Троицкое,
- сёл — 57,
- посёлков (сельского типа) — 1.

## История
В 1926 году Троицкая волость Валуйского уезда Воронежской губернии вошла в состав Купянского округа. Был образован Троицкий район. В 1926 году в Троицком районе, который занимал 6,8 процента территории Купянского округа, работало 32 торговых заведения, из них: государственных было 2, кооперативных — 17, частных — 13. Слобода Троицкая была важным торговым центром района, о чём свидетельствует количество ярмарок, которые проводились в те годы в райцентре. Каждый год в слободе проводились ярмарки, продолжительность которых составляла от 1 до 5 дней.
По состоянию на 1 октября 1926 года в Троицком районе был один сельхоз, 9 потребительских кооперативов, 5 тракторных товариществ. В сёлах Араповка, Новоалександровка, Новочервоное, Тарасовка, Табаевка были потребительские кооперативы и сельхозтоварищества, машино-тракторные кооперативы. В сёлах Максимовка, Бабичево, Распасеевка, Демино-Александровка, Сиротино, Богачка, Лантратовка, Троицкое — потребительские общества. 9 сельских потребительских товариществ Троицкого района объединяли 22222 человека. Дальнейшее развитие в Троицком районе получили другие виды сельскохозяйственной кооперации, в частности машинно-тракторные товарищества, их в районе было 5. В 1926—1927 годах в Троицком районе и по всей Украине состоялись выборы в местные Советы. В 11 советов было выбрано 287 человек. Осенью 1926 года в районе была организована выставка проведены праздники урожая, усилилась агропропаганда. Всё это помогало разобраться в новой жизни. В Троицком крае развивалось и культурное строительство. В 1926 только в Троицком районе работало 18 школ, 8 школ ликбеза, 3 культурно-просветительных учреждения. В 1927 году в районе было показано 12 киносеансов. 1927—1928 годы. За первое послеоктябрьское десятилетие в сёлах Троицкого района произошли значительные социально-экономические сдвиги. Был ликвидирован класс помещиков и крупных землевладельцев, в крестьянских хозяйствах увеличилась площадь под озимые культуры. Заметно вырос уровень обеспеченности хозяйств средствами производства.
25 сентября 1958 года к Троицкому району был присоединён Покровский район, а 23 сентября 1959 года — часть территории упразднённого Лозно-Александровского района.
17 июля 2020 года в результате административно-территориальной реформы район был упразднён, а его территория была передана в состав Сватовского района.
В марте 2022 года, во время вторжения России на Украину, территория упразднённого района была оккупирована российскими войсками и в связи с этим, Троицкий район был восстановлен оккупационными властями как «Троицкий район ЛНР».

## Экономика
Территория бывшего Троицкого района — край хлеборобов и животноводов.
Посёлок Троицкое — центр масло-жировой, молочно-мясной, овощеконсервной, маринадной, комбикормовой и мукомольно-хлебной промышленности. Это край производства свинины, говядины, молока, яиц, подсолнечного масла, кормов для животных, круп, муки, кирпича, зерна, хмеля, картофеля, овощей и фруктов, птицы и пчеловодства.

## Транспорт
Автобусное сообщение осуществляется с многими районами области, Северодонецком и приграничными районами России.
Местные автобусные маршруты обслуживают 57 сел и 1 посёлок сельского типа. Имеется внутригородское автобусное движение — 4 маршрута. Движение пригородных поездов осуществляется по линии «Лантратовка—Старобельск—Станица Луганская».

## Достопримечательности
- Крупнейший молокозавод. В 1960-х годах посёлок Троицкое славился по всему СССР производство молочной продукции. Предприятие ликвидировано в 2013 году.
- В самом посёлке есть прекрасный тенистый ивовый парк культуры и отдыха, есть пруды, озера, храм Святой Троицы (сейчас находится в стадии реконструкции, без отрыва от службы), краеведческий музей, Дом культуры, памятники В. И. Ленину, монумент на Братской Могиле, «К 250-летию Троицкого района».
- В окрестностях — скифские, сарматские курганы, монголо-татарские могильники захоронений драгоценностей, развалины Свято-Покровского храма, «Белолобский природный парк». Большой интерес представляет прогулки по Белолобским горам, где можно окунуться в меловой период нашей планеты.
- Отдел пограничной службы «Троицкое», находится в Лантратовке.
- Местная дискотека в посёлке Троицкое, Дискотека Дизайнер.

## Известные жители
- Овчаренко, Дмитрий Романович (1919—1945) — ездовой пулемётчик роты 389-го стрелкового полка, красноармеец Герой Советского Союза. Звание присвоено 9 ноября 1941 года за отвагу в бою 13 июля 1941 года (доставляя боеприпасы, один вступил в бой с вражеской группой, уничтожив до 20 солдат).
- Иван Никифорович Брусов (1926—1945) — младший сержант Рабоче-крестьянской Красной Армии, участник Великой Отечественной войны, Герой Советского Союза (1945). Иван Брусов командовал расчётом зенитно-пулемётного отделения 12,7-мм крупнокалиберного пулемёта ДШК образца 1938 года, 1995-го зенитно-артиллерийского полка 68-й зенитно-артиллерийской дивизии 4-й танковой армии 1-го Украинского фронта. Отличился во время форсирования Одера.